# Дом-музей А. Грина (Старый Крым)
Мемориальный дом-музей А. С. Грина — мемориальный музей, посвящённый писателю Александру Грину (1880—1932). Является старейшим музеем города Старый Крым (основан в 1960 году) и первым музеем Грина. С 2001 года входит в состав Коктебельского эколого-историко-культурного заповедника «Киммерия М. А. Волошина».
Уникальность старокрымского музея А. С. Грина в том, что расположен он в единственном собственном доме писателя. Дом был приобретён в конце мая 1932 года женой А. Грина, Ниной Николаевной, в обмен на золотые наручные часы и является четвёртым адресом А. Грина в Старом Крыму. В этом доме прошли последние дни писателя, здесь он диктовал страницы последнего, незаконченного романа «Недотрога», здесь получил из печати последнее прижизненное издание — «Автобиографическую повесть».

## Экспозиция
Экспозиция дома-музея включает в себя три небольшие комнаты.
В первой — литературно-мемориальная экспозиция, личные вещи писателя, фотографии, книги, картины — всё, что рассказывает о жизни и творчестве писателя Александра Грина 1929—1932 годов; эти годы жизни писателя были связаны со Старым Крымом.
Вторая комната выглядит точно такой, какой была в последние дни жизни писателя. Единственное новшество — деревянный пол (известно, что при жизни писателя пол в доме был земляной).

## История
Музей создан стараниями Нины Николаевны Грин. Именно благодаря её упорству и невероятной силе духа домик сохранил свой облик и уникальное собрание мемориальных предметов, сопровождавших писателя долгие годы его творчества. Тяжёлые годы немецкой оккупации, а после освобождения и возврата в страну — ссылки, а затем гонений советскими властями — ничто не заставило её отказаться от мечты создать дом-музей Грина в Старом Крыму.
После смерти Сталина (1953) запрет на некоторых писателей был снят и, начиная с 1956 года, Грин был возвращён в литературу, его произведения издавались миллионными тиражами. Получив стараниями друзей Грина гонорар за «Избранное» (1956) Нина Николаевна приехала в Старый Крым, с трудом отыскала заброшенную могилу мужа и выяснила, что дом, где умер Грин, перешёл к председателю местного исполкома и использовался как сарай и курятник. Оказавшаяся в тех местах в это время и встречавшаяся с Ниной Грин Ната Холендро вспоминала о разговоре с вдовой писателя: «<Дом> совсем развалился и там сейчас курятник соседский. Хотите посмотреть на то, что от дома нашего осталось? <…> Во дворе стоял полуразрушенный дом, росли чахлые пыльные кустики и бродили такие же пыльные и худые куры».
В 1960 году, после нескольких лет борьбы за возвращение дома, Нина Николаевна открыла на общественных началах Музей Грина в Старом Крыму — в мае открылась мемориальная комната писателя, а 23 августа, в день восьмидесятилетия писателя, музей был торжественно открыт.
Постановлением Министерства культуры Украинской ССР от 18.03.1964 года музей объявлен Филиалом краеведческого музея Феодосии.

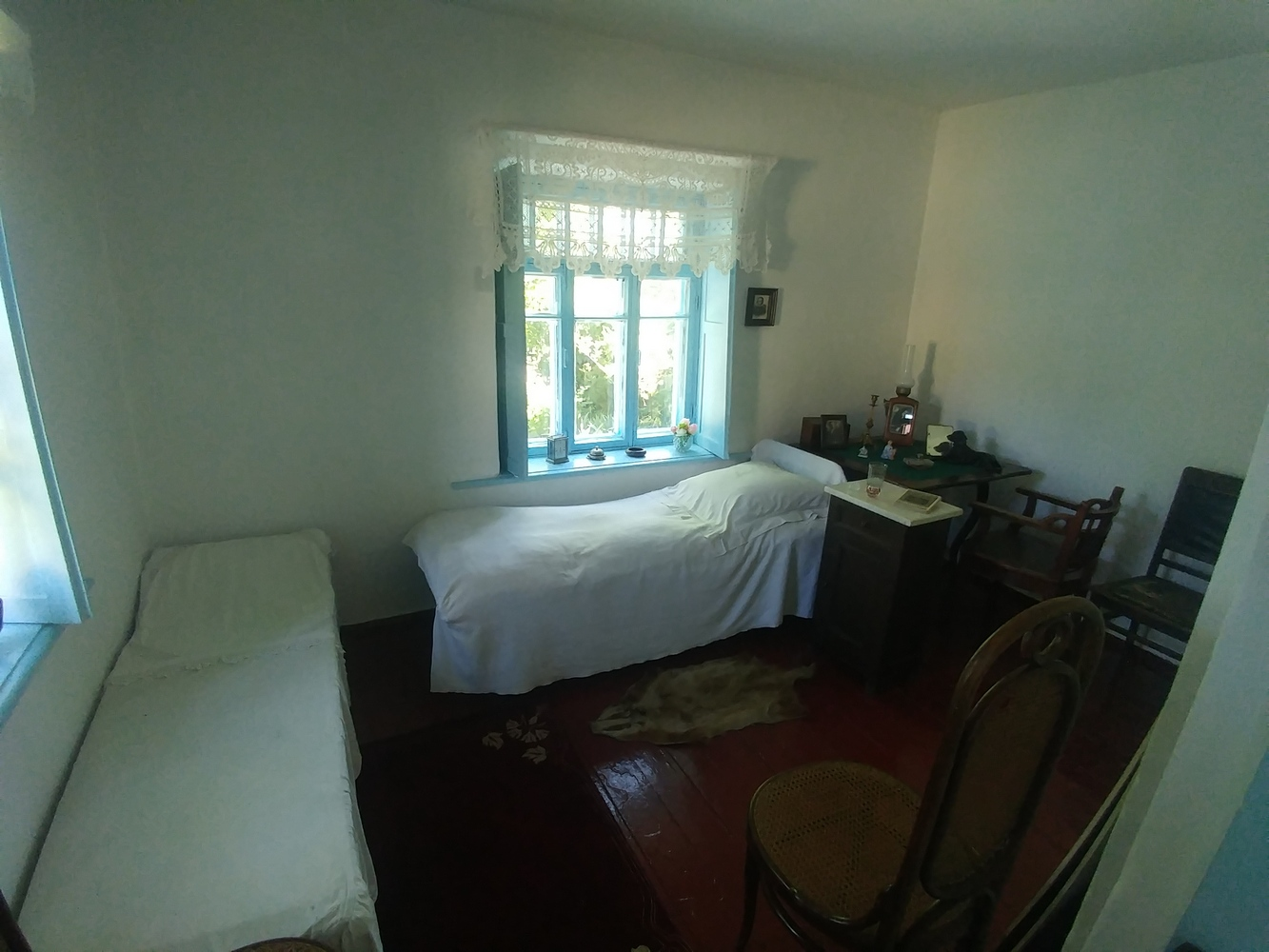
Комната, в которой Грин умер в 1932 году.

Там она провела последние десять лет своей жизни, с пенсией 21 рубль (авторские права больше не действовали).
После кончины Н. Грин в 1970 году Музей А. С. Грина и его коллекция, по её завещанию, были переданы государству.
8 июля 1971 года произошло открытие экспозиции музея А. С. Грина как государственного музея (его открытие крымским обкомом КПСС увязывалось с конфликтом с Ниной Николаевной: «Мы за Грина, но против его вдовы. Музей будет только тогда, когда она умрёт»);
Мемориальный Дом-музей А. С. Грина стал филиалом Феодосийского литературно-мемориального музея А. С. Грина.
С 1996 года музей входит в состав Литературно-художественного музея г. Старый Крым.
Включён в состав заповедника КРУ «Коктебельский историко-эколого-культурный заповедник „Киммерия М. А. Волошина“» с момента его создания.
С 2015 года является отделом Литературно-художественного музея — филиала Государственного бюджетного учреждения Республики Крым «Историко-культурный, мемориальный музей-заповедник „Киммерия М. А. Волошина“».
Ко дню рождения писателя приурочен ежегодный творческий фестиваль «Гринландия», который проходит в Старом Крыму 22-24 августа; фестиваль организован Мемориальным домом-музеем А. С. Грина в Старом Крыму, Литературно-художественным музеем, писательскими организациями Крыма. Утром 23 августа на склоне горы Агармыш участники фестиваля поднимают символические алые паруса. На импровизированной сцене выступают творческие коллективы, артисты, музыканты и поэты, а днём на концертной площадке гриновского дома выступают современные поэты, барды, писатели. В рамках фестиваля проводятся выставки и экскурсии, 24 августа участники и гости фестиваля осуществляют пеший переход из Старого Крыма в Коктебель, по маршруту, пройденному Грином в 1931 году, с посещением Дома-музея М. А. Волошина.